# Joan Thirsk
Irene Joan Thirsk CBE (* 19. Juni 1922 in London als Irene Joan Watkins; † 3. Oktober 2013) war eine britische Historikerin. Ihr Forschungsschwerpunkt lag auf Agrargeschichte.

## Leben
Irene Joan Thirsk wurde 1922 im nördlichen London als Tochter von William Watkins und dessen Frau Daisy (geborene Frayer) geboren. Dort wuchs sie auch auf und besuchte die Camden School for Girls. Anschließend studierte sie lebende Sprachen am Westfield College der University of London, zu dieser Zeit nach Oxford evakuiert. Aufgrund ihrer Kenntnisse der deutschen Sprache wurde sie von 1942 bis 1945 in Bletchley Park tätig. Hier lernte sie ihren späteren Ehemann, den Bibliothekar Jimmy Thirsk, kennen. Nach dem Zweiten Weltkrieg entschied sie sich Geschichte zu studieren. Sie promovierte bei R. H. Tawney an der London School of Economics. 1951 wurde sie Research Fellow am Department of English Local History der University of Leicester und forschte zu der Lokalgeschichte der Grafschaft Lincolnshire, sowie zu Agrargeschichte. 1965 ersetzte sie William George Hoskins als Reader an der University of Oxford. Dort verbrachte sie ihrer weitere akademische Karriere bis zu ihrem Ruhestand 1983. 
1967 gab sie Band 4 der Buchreihe The Agrarian History of England and Wales heraus, welcher den Zeitraum von 1500 bis 1640 abdeckte. Später wurde sie Hauptherausgeberin der Buchreihe, welche unter ihrer Leitung 2001 abgeschlossen wurde. Zwischen 1974 und 1975 hielt sie die Ford Lectures. Ihre in deren Rahmen gehaltenen Vorträge bildeten die Grundlage des 1978 veröffentlichten Buches Economic Policy and Projects.
Thirsk schrieb regelmäßig Beiträge im Agricultural History Review der British Agricultural History Society und war von 1964 bis 1972 dessen Herausgeberin. 1974 wurde sie zum Fellow der British Academy gewählt. Seit 1982 war sie Mitglied der American Philosophical Society und seit 1989 der Academia Europaea. 1994 wurde sie zum Commander des Order of the British Empire ernannt. Des Weiteren wurden ihr acht Ehrendoktortitel verliehen.
Thirsk war verheiratet und hatte zwei Kinder, einen Sohn und eine Tochter.

## Veröffentlichungen (Auswahl)
- English Peasant Farming (1957)
- The Agrarian History of England and Wales, Band 4 (1967)
- mit J. P. Cooper (Hrsg.): Seventeenth-Century Economic Documents (1972)
- Economic Policy and Projects (1978)
- Alternative Agriculture (1997)
- Rural Economy of England (2003)
- Food in Early Modern England (2007)
- (Hrsg.): Hadlow: Life, Land and People in a Wealden Parish 1460-1600 (2007)